# Malabarnoot
De malabarnoot, ook wel vasaka, vasica of Indiaas longkruid (botanische naam: Justicia adhatoda) is een tropische plantensoort uit het noorden van het Indisch Subcontinent, die tot de familie Acanthaceae behoort. De plant bevat stoffen met geneeskrachtige werking.
Het natuurlijke verspreidingsgebied beslaat delen van Pakistan, India en Nepal, met name in de uitlopers van de Himalaya en aangrenzende hoger gelegen gebieden zoals de Pothohar in het noordoosten van Pakistan.

## Kenmerken

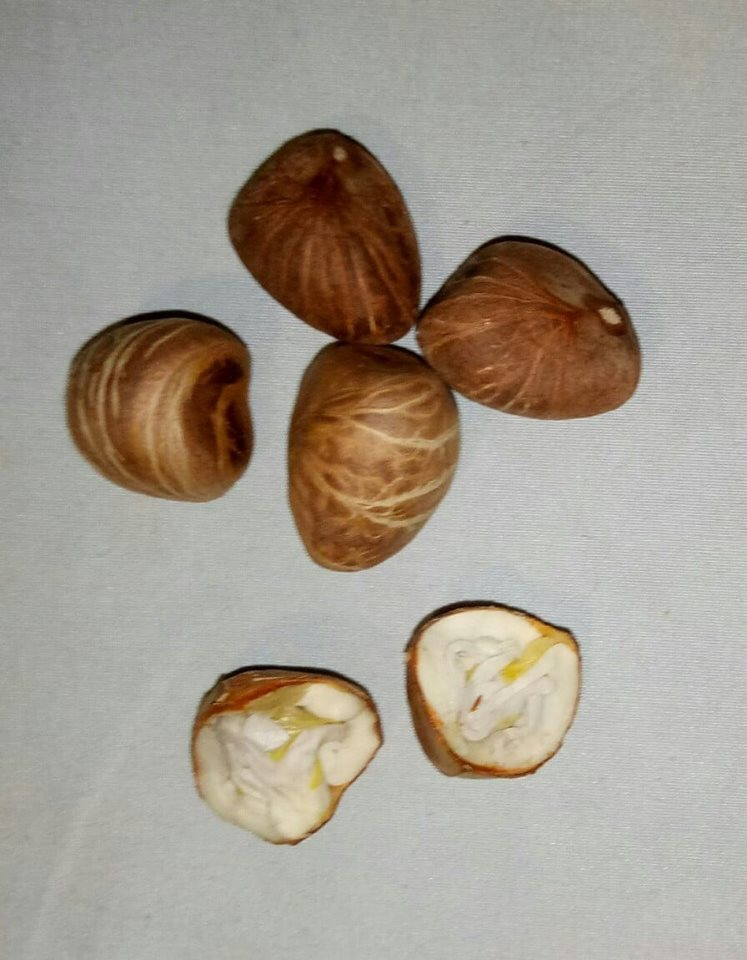
Noten

De malabarnoot is een groenblijvende, dichte struik die tot 2 meter hoog kan worden. De takken zijn min of meer vierkant in doorsnede. De loofbladeren zitten apart vast aan de takken met 1 tot 4,5 cm lange stengels. De bladeren zijn zelf 10 tot 20 cm lang en 3,5 tot 8 cm breed.
De malabarnoot is een eenhuizige plant. De bloemen groeien in aren, die ongeveer 10 cm lang en 2 tot 3 cm breed worden. De aren groeien aan het einde van takken of in de bladoksels. De behaarde schutbladen lijken op de loofbladeren en zijn 1,5 tot 2,5 cm lang en 1 tot 1,5 cm breed. De bloemen zelf zijn kort gesteelde zygomorfen, die ongeveer 3 cm lang worden en uit vijf tot een trechter vergroeide kroonbladeren bestaan. De kroon is tweelippig: een omhoog staande bovenlip met twee uiteinden, en een drielappige onderlip. De kleur van de kroonbladeren is wit tot violet. De stamper is ongeveer 3 mm lang, de stijl 2 tot 2,5 mm.
Als de bloem is uitgebloeid groeit er een ongeveer 2,5 cm lange doosvrucht, die vier 2 tot 3 mm grote zaden bevat.

## Taxonomie
Enkele synoniemen voor de wetenschappelijke naam Justicia adhatoda zijn: Adhatoda vasica Nees, Adhatoda zeylanica, Adhatoda pubescens Moench, Dianthera latifolia Salisb., Gendarussa adhatoda Steud. en Justicia caracasana Sieber.

## Toepassingen
De malabarnoot wordt al duizenden jaren in de geneeskunde gebruikt bij de behandeling van tuberculose, astma en hooikoorts. De werkbare stoffen maken de luchtpijpvertakkingen in de longen wijder en werken als oplosmiddel voor slijm, wat problemen met ademhaling verlicht. Het is ook een middel tegen verschillende allergische reacties, hepatitis, koorts en oogontsteking.
Uit de bladeren van de plant kan een insecticide gewonnen worden. Ook bevatten de bladeren de alkaloïde vasicine, een stof die bij zoogdieren abortus stimuleert.